# Montherod
Montherod is een plaats en voormalige gemeente in het Zwitserse kanton Vaud en maakt sinds 2008 deel uit van het district Morges. 
Montherod telt 475 inwoners.

## Geschiedenis
Voor 1 januari 2008 maakte de gemeente deel uit van het toen opgeheven district Aubonne.
Op 1 januari 2021 ging Montherod op in de gemeente Aubonne.